# Hypokalcémie
Hypokalcémie je stav sníženého množství vápníku v krvi. Je způsobena ztrátami vápníku (např. při otravě fluorovodíkem, ale i z řady jiných příčin) nebo jeho nedostatečným příjmem. Nejčastěji je způsobována absencí (chirurgickou extrakcí nebo autoimunitním zničením) příštítných tělísek. Závažnost hypokalcémie se může pohybovat od bezpříznakové abnormality až po život ohrožující stav.
Obvykle se léčí podáváním vitaminu D a doplňků s obsahem vápníku, v závažnějších případech je nutno vápník podávat nitrožilně.